# 193

## Úmrtí
- 28. března – Pertinax, římský císař (* 1. srpna 126)
- 2. červen – římský císař Didius Iulianus byl zavražděn ve svém paláci

## Hlavy států
- Papež – Eleutherus? (174/175–185/193) » Viktor I. (186/193–197/201)
- Římská říše – Pertinax (192–193) » Didius Iulianus (193) » Septimius Severus (193–211), Pescennius Niger (193–194), Clodius Albinus (193–197)
- Parthská říše – Vologaisés V. (191/192–207/208)
- Kušánská říše – Vásudéva I. (190–230)
- Čína, dynastie Chan (206 př. n. l. – 220 n. l.) – císař Sien-ti (189–220)
- Japonsko (region Jamataikoku) – královna Himiko (175–248)